# سفارت ایالات متحده آمریکا در اسلام‌آباد
سفارت ایالات متحده آمریکا در اسلام‌آباد (به انگلیسی: Embassy of the United States) یک منطقهٔ مسکونی و نمایندگی سیاسی ایالات متحده آمریکا در پاکستان است که در اسلام‌آباد واقع شده‌است.